# Campeonato de Fútbol de la ASEAN 2007
El Campeonato de fútbol de la ASEAN, patrocinado por Suzuki y oficialmente conocido como Copa Suzuki AFF 2007, fue la sexta edición del torneo para selecciones pertenecientes a la Asociación de Naciones del Sudeste Asiático, ASEAN. Fue co-organizado por los países de Singapur y Tailandia, y se llevó a cabo entre el 12 de enero y el 4 de febrero de 2007.

## Estadios sedes
| Bangkok               | Bangkok                  | Singapur          | Singapur            |
| --------------------- | ------------------------ | ----------------- | ------------------- |
| Estadio Suphachalasai | Estadio Thai Army Sports | Estadio Nacional  | Estadio Jalan Besar |
| Capacidad: 40,083     | Capacidad: 20,000        | Capacidad: 55,000 | Capacidad: 20,722   |
|                       |                          |                   |                     |

## Ronda clasificatoria
En esta torneo participaron las 5 selecciones de menor coeficiente en el sudeste de Asia, se desarrolló en el Estadio Panaad de la ciudad de Bacólod en Filipinas, entre el 12 y el 20 de noviembre de 2006.
El torneo otorgó dos plazas para el torneo final, las cuales fueron ganadas por la Selección de Laos y por la Selección de Filipinas.
| Equipo         | Pts | PJ | PG | PE | PP | GF | GC | Dif |
| -------------- | --- | -- | -- | -- | -- | -- | -- | --- |
| Laos           | 10  | 4  | 3  | 1  | 0  | 11 | 6  | +5  |
| Filipinas      | 9   | 4  | 3  | 0  | 1  | 13 | 3  | +10 |
| Camboya        | 5   | 4  | 1  | 2  | 1  | 7  | 5  | -2  |
| Brunéi         | 4   | 4  | 1  | 1  | 2  | 6  | 11 | -5  |
| Timor Oriental | 0   | 4  | 0  | 0  | 4  | 5  | 17 | -12 |

### Resultados
| 12-11-2006 | Filipinas        | 1–2 | Laos                               | Panaad Stadium, Bacolod |  |
|            | C. Greatwich 62' |     | Sisomephone 47' · Phaphouvanin 49' |                         |  |

| 12-11-2006 | Timor Oriental       | 2–3 | Brunéi                           | Panaad Stadium, Bacolod |  |
|            | Costa 33' · Belo 77' |     | Adie Arsham 11', 70' · Mardi 66' |                         |  |

| 14-11-2006 | Filipinas                                                                                  | 7–0 | Timor Oriental | Panaad Stadium, Bacolod |  |
|            | P. Younghusband 22', 25' (pen.), 36', 69' · C. Greatwich 27' · Zerrudo 51' · Caligdong 82' |     |                |                         |  |

| 14-11-2006 | Camboya                    | 2–2 | Laos                             | Panaad Stadium, Bacolod |  |
|            | Vathanak 50' · Samchay 75' |     | Soukhavong 30' · Sisomephone 35' |                         |  |

| 16-11-2006 | Laos                                                 | 3–2 | Timor Oriental          | Panaad Stadium, Bacolod |  |
|            | Saysongkham 34' · Phothilath 61' · Phommapanya 90+2' |     | Ximenes 82' · Costa 89' |                         |  |

| 16-11-2006 | Brunéi    | 1–1 | Camboya     | Panaad Stadium, Bacolod |  |
|            | Hardi 90' |     | El Nasa 79' |                         |  |

| 18-11-2006 | Filipinas           | 1–0 | Camboya | Panaad Stadium, Bacolod |  |
|            | Borromeo 81' (pen.) |     |         |                         |  |

| 18-11-2006 | Brunéi      | 1–4 | Laos                                                               | Panaad Stadium, Bacolod |  |
|            | Riwandi 20' |     | Saysongkham 6' · Phaphouvanin 17' · Liepvisay 43' · Phothilath 55' |                         |  |

| 20-11-2006 | Filipinas                                                  | 4–1 | Brunéi      | Panaad Stadium, Bacolod |  |
|            | Del Rosario 25' · P. Younghusband 59', 90' · Caligdong 73' |     | Ariffin 81' |                         |  |

| 20-11-2006 | Timor Oriental | 1–4 | Camboya                                           | Panaad Stadium, Bacolod |  |
|            | Costa 63'      |     | Samchay 37' · T. Vathanak 58' · C. Rithy 82', 86' |                         |  |

## Fase de grupos

### Grupo A
- Partidos se realizaron en Tailandia.
| Equipo    | PJ | PG | PE | PP | GF | GC | Dif | Pts |
| --------- | -- | -- | -- | -- | -- | -- | --- | --- |
| Tailandia | 3  | 2  | 1  | 0  | 6  | 1  | +5  | 7   |
| Malasia   | 3  | 1  | 1  | 1  | 4  | 1  | +3  | 4   |
| Birmania  | 3  | 0  | 3  | 0  | 1  | 1  | 0   | 3   |
| Filipinas | 3  | 0  | 1  | 2  | 0  | 8  | −8  | 1   |

| 12 de enero de 2007, 16:30 | Malasia                                                    | 4 – 0   | Filipinas | Estadio Suphachalasai, Bangkok                                   |                                                                  |
|                            | Hairuddin 9' 80' · Nizaruddin 16' · Del Rosario 69' (a.g.) | Reporte |           | Asistencia: 5,000 espectadores Árbitro(s): Abbas Daud (Singapur) | Asistencia: 5,000 espectadores Árbitro(s): Abbas Daud (Singapur) |

| 12 de enero de 2007, 19:00 | Tailandia  | 1 – 1   | Birmania       | Estadio Suphachalasai, Bangkok                                    |                                                                   |
|                            | Nutnum 94' | Reporte | Si Thu Win 25' | Asistencia: 15,000 espectadores Árbitro(s): Hajime Matsuo (Japan) | Asistencia: 15,000 espectadores Árbitro(s): Hajime Matsuo (Japan) |

| 14 de enero de 2007, 16:30 | Malasia | 0 – 0   | Birmania | Estadio Suphachalasai, Bangkok                                    |                                                                   |
|                            |         | Reporte |          | Asistencia: 28,000 espectadores Árbitro(s): Vo Minh Tri (Vietnam) | Asistencia: 28,000 espectadores Árbitro(s): Vo Minh Tri (Vietnam) |

| 14 de enero de 2007, 19:00 | Tailandia                                       | 4 – 0   | Filipinas | Estadio Suphachalasai, Bangkok  |                                 |
|                            | Chaikamdee 15' 28' · Thonkanya 21' · Samana 84' | Reporte |           | Asistencia: 30,000 espectadores | Asistencia: 30,000 espectadores |

| 16 de enero de 2007, 19:00 | Birmania | 0 – 0   | Filipinas | Estadio Thai Army Sports, Bangkok                              |                                                                |
|                            |          | Reporte |           | Asistencia: 500 espectadores Árbitro(s): Abbas Daud (Singapur) | Asistencia: 500 espectadores Árbitro(s): Abbas Daud (Singapur) |

| 16 de enero de 2007, 19:00 | Tailandia      | 1 – 0   | Malasia | Estadio Suphachalasai, Bangkok                                    |                                                                   |
|                            | Chaikamdee 48' | Reporte |         | Asistencia: 25,000 espectadores Árbitro(s): Hajime Matsuo (Japan) | Asistencia: 25,000 espectadores Árbitro(s): Hajime Matsuo (Japan) |

### Grupo B
- Partidos se realizaron en Singapur.
| Equipo    | PJ | PG | PE | PP | GF | GC | Dif | Pts |
| --------- | -- | -- | -- | -- | -- | -- | --- | --- |
| Singapur  | 3  | 1  | 2  | 0  | 13 | 2  | +11 | 5   |
| Vietnam   | 3  | 1  | 2  | 0  | 10 | 1  | +9  | 5   |
| Indonesia | 3  | 1  | 2  | 0  | 6  | 4  | +2  | 5   |
| Laos      | 3  | 0  | 0  | 3  | 1  | 23 | -22 | 0   |

| 13 de enero de 2007, 17:30 | Indonesia                    | 3 – 1   | Laos            | Estadio Nacional, Singapur |  |
|                            | Atep 51' 75' · Saktiawan 67' | Reporte | Saysongkham 13' |                            |  |

| 13 de enero de 2007, 20:00 | Singapur | 0 – 0   | Vietnam | Estadio Nacional, Singapur                                                 |                                                                            |
|                            |          | Reporte |         | Asistencia: 20,000 espectadores Árbitro(s): Chanwalit Sananwai (Tailandia) | Asistencia: 20,000 espectadores Árbitro(s): Chanwalit Sananwai (Tailandia) |

| 15 de enero de 2007, 17:30 | Indonesia     | 1 – 1   | Vietnam            | Estadio Nacional, Singapur                                             |                                                                        |
|                            | Saktiawan 90' | Reporte | Supardi 35' (o.g.) | Asistencia: 4,500 espectadores Árbitro(s): Mohamed Shahbuddin (Brunéi) | Asistencia: 4,500 espectadores Árbitro(s): Mohamed Shahbuddin (Brunéi) |

| 15 de enero de 2007, 20:00 | Singapur                                                                                      | 11 – 0  | Laos | Estadio Nacional, Singapur                                      |                                                                 |
|                            | Ridhuan 10' · Alam Shah 11' 24' 61' 72' 76' 88' 92' · Shahril 47' · Khairul 71' · Dickson 78' | Reporte |      | Asistencia: 5,224 espectadores Árbitro(s): U Hla Tint (Myanmar) | Asistencia: 5,224 espectadores Árbitro(s): U Hla Tint (Myanmar) |

| 17 de enero de 2007, 20:00 | Vietnam                                                                             | 9 – 0   | Laos | Estadio Jalan Besar, Singapur  |                                |
|                            | Le Cong Vinh 1' 28' 58' · Phan Thanh Binh 29' 73' 81' 84' · Nguyen Van Bien 45' 90' | Reporte |      | Asistencia: 1,005 espectadores | Asistencia: 1,005 espectadores |

| 17 de enero de 2007, 20:00 | Singapur                                | 2 – 2   | Indonesia              | Estadio Nacional, Singapur                                                 |                                                                            |
|                            | Alam Shah 10' (pen.) · Indra Sahdan 52' | Reporte | Ilham 27' · Zaenal 56' | Asistencia: 13,819 espectadores Árbitro(s): Chanwalit Sananwai (Tailandia) | Asistencia: 13,819 espectadores Árbitro(s): Chanwalit Sananwai (Tailandia) |

## Fase final
- Los partidos de semifinales y final se disputaron a partidos de ida y vuelta en el estadio del país que ejerce de local.
|  | Semifinales | Semifinales | Semifinales | Semifinales | Semifinales |   |    | Final     | Final | Final | Final | Final |
|  |             |             |             |             |             |   |    |           |       |       |       |       |
|  | A1          | Tailandia   | 2           | 0           | 2           |   |    |           |       |       |       |       |
|  | B2          | Vietnam     | 0           | 0           | 0           |   |    |           |       |       |       |       |
|  |             |             |             |             |             |   | A1 | Tailandia | 1     | 1     | 2     |       |
|  |             | B2          | Singapur    | 2           | 1           | 3 |    |           |       |       |       |       |
|  | B1          | Singapur    | 1           | 1           | 2 (5)       |   |    |           |       |       |       |       |
|  | A2          | Malasia     | 1           | 1           | 2 (4)       |   |    |           |       |       |       |       |

### Semifinales
| 23 de enero de 2007, 20:00 | Malasia   | 1 – 1   | Singapur      | Estadio Shah Alam, Kuala Lumpur                                  |                                                                  |
|                            | Hardi 57' | Reporte | Alam Shah 73' | Asistencia: 40,000 espectadores Árbitro(s): Wan Daxue (China PR) | Asistencia: 40,000 espectadores Árbitro(s): Wan Daxue (China PR) |

| 27 de enero de 2007, 20:00 | Singapur                                             | 1 – 1 (t. s.)(5 – 4 p.)(Global 2 - 2) | Malasia                                          | Estadio Nacional, Singapur                                             |                                                                        |
|                            | Ridhuan 74'                                          | Reporte                               | Eddy Helmi 57'                                   | Asistencia: 55,000 espectadores Árbitro(s): Cheung Yim Yau (Hong Kong) | Asistencia: 55,000 espectadores Árbitro(s): Cheung Yim Yau (Hong Kong) |
|                            |                                                      | Tiros desde el punto penal            |                                                  |                                                                        |                                                                        |
|                            | Indra Sahdan · Alam Shah · Mustafic · Fazrul · Jiayi |                                       | Hardi · Rezal · Samransak · Thirumurgan · Khyril |                                                                        |                                                                        |

| 24 de enero de 2007, 19:00 | Vietnam | 0 – 2   | Tailandia                    | Estadio Nacional My Dinh, Hanói                                          |                                                                          |
|                            |         | Reporte | Thonglao 28' · Thonkanya 81' | Asistencia: 40,000 espectadores Árbitro(s): Jimmy Napitupulu (Indonesia) | Asistencia: 40,000 espectadores Árbitro(s): Jimmy Napitupulu (Indonesia) |

| 28 de enero de 2007, 19:00 | Tailandia | 0 – 0 (Global 2 - 0) | Vietnam | Estadio Suphachalasai, Bangkok                                        |                                                                       |
|                            |           | Reporte              |         | Asistencia: 35,000 espectadores Árbitro(s): Suresh Srinivasan (India) | Asistencia: 35,000 espectadores Árbitro(s): Suresh Srinivasan (India) |

### Final
| 31 de enero de 2007, 20:00 | Singapur                            | 2 – 1   | Tailandia     | Estadio Nacional, Singapur                                             |                                                                        |
|                            | Alam Shah 17' · Mustafic 83' (pen.) | Reporte | Thonkanya 50' | Asistencia: 55,000 espectadores Árbitro(s): C. Ravichandran (Malaysia) | Asistencia: 55,000 espectadores Árbitro(s): C. Ravichandran (Malaysia) |

| 4 de febrero de 2007, 19:00 | Tailandia     | 1 – 1 (Global 2 - 3) | Singapur    | Estadio Suphachalasai, Bangkok                                           |                                                                          |
|                             | Thonkanya 49' | Reporte              | Khairul 81' | Asistencia: 40,000 espectadores Árbitro(s): Jimmy Napitupulu (Indonesia) | Asistencia: 40,000 espectadores Árbitro(s): Jimmy Napitupulu (Indonesia) |

## Campeón
|                                      |
| Bandera de Singapur                  |
| Campeón invicto Singapur 3.er título |

## Clasificación final
| Equipo | Equipo    | Pts | PJ | PG | PE | PP | GF | GC | Dif |
| ------ | --------- | --- | -- | -- | -- | -- | -- | -- | --- |
| 1      | Singapur  | 11  | 7  | 2  | 5  | 0  | 18 | 6  | +12 |
| 2      | Tailandia | 12  | 7  | 3  | 3  | 1  | 10 | 4  | +6  |
| 3      | Vietnam   | 6   | 5  | 1  | 3  | 1  | 10 | 3  | +7  |
| 4      | Malasia   | 6   | 5  | 1  | 3  | 1  | 6  | 3  | +3  |
| 5      | Indonesia | 5   | 3  | 1  | 2  | 0  | 6  | 4  | +2  |
| 6      | Birmania  | 3   | 3  | 0  | 3  | 0  | 1  | 1  | 0   |
| 7      | Filipinas | 1   | 3  | 0  | 1  | 2  | 0  | 8  | −8  |
| 8      | Laos      | 0   | 3  | 0  | 0  | 3  | 1  | 23 | -22 |

## Goleadores
10 goles
- Noh Alam Shah

4 goles
- Pipat Thonkanya
- Phan Thanh Bình

3 goles
- Sarayoot Chaikamdee
- Lê Công Vinh

2 goles
- Atep Rizal
- Saktiawan Sinaga
- Hairuddin Omar
- Khairul Amri
- Muhammad Ridhuan
- Nguyễn Văn Biển

1 gol
- Ilham Jaya Kesuma
- Zaenal Arief
- Sounthalay Saysongkham
- Mohammad Hardi Jaafar
- Eddy Helmi Abdul Manan
- Mohd Nizaruddin Yusof
- Si Thu Win
- Sharil Ishak
- Itimi Dickson
- Indra Sahdan Daud
- Fahrudin Mustafić

Autogoles
- Supardi Nasir (ante Vietnam)
- Anton del Rosario (ante Malasia)